# DM i landevejscykling 2025 – Linjeløb (junior damer)
Junior damernes linjeløb ved DM i landevejscykling 2025 blev afholdt søndag den 29. juni 2025 i og omkring Aalborg i forbindelse med DM-ugen. Det var den 8. udgave af danmarksmesterskabet siden den første udgave i 2018. Det 124 km lange linjeløb med en samlet stigning på 850 m havde start og målstreg ved Aalborg Havn.
Junior-rytterne kørte samtidig med elite- og U23-rytterne der var en del af feltet. Juniorrytterne var ikke en del af hverken elite- eller U23-mesterskaberne og resultatlisten, og kunne derfor ikke vinde medaljer selvom de kom blandt de tre første over målstregen.
Team Nyt Syn by Fialla-rytteren Ida Fialla vandt mesterskabet sikkert, da hun kom i mål med et forspring på 1.25 minut til Mathilde Cramer fra Team Rytger Carl Ras. Kamma Bergholt, ligeledes fra Rytger, kom ind på tredjepladsen. 

## Ruten
Efter starten skulle rytterne en tur nord for Aalborg. Da de kom tilbage mod Nørresundby og Aalborg, ventede der tre omgange på en rundstrækning, og seks passager af Limfjordsbroen, inden målstregen kom på selve broen.

## Resultat
| \| Samlede stilling \| Samlede stilling \| Samlede stilling \| Samlede stilling \| Samlede stilling \| \| Rytter \| Rytter \| Hold \| Tid \| \| \| ---------------- \| ------------------- \| ------------------------ \| ---------------- \| ---------------- \| \| 1. \| Ida Fialla \| Nyt Syn by Fialla - U19P \| 3t 21' 52" \| \| \| 2. \| Mathilde Cramer \| Team Rytger Carl Ras \| + 1' 25" \| \| \| 3. \| Kamma Bergholt \| Team Rytger Carl Ras \| + 3' 10" \| \| \| 4. \| Klara Schlüter \| Nyt Syn by Fialla - U19P \| + 5' 19" \| \| \| 5. \| Sarah Møller Madsen \| Roskilde Cykle Ring \| + 5' 21" \| \| |                     |                          |            |
| |                     |                          |            |
| Kilde: ProCyclingStats |                     |                          |            |
| Samlede stilling |                     |                          |            |
| Rytter | Rytter              | Hold                     | Tid        |
| 1. | Ida Fialla          | Nyt Syn by Fialla - U19P | 3t 21' 52" |
| 2. | Mathilde Cramer     | Team Rytger Carl Ras     | + 1' 25"   |
| 3. | Kamma Bergholt      | Team Rytger Carl Ras     | + 3' 10"   |
| 4. | Klara Schlüter      | Nyt Syn by Fialla - U19P | + 5' 19"   |
| 5. | Sarah Møller Madsen | Roskilde Cykle Ring      | + 5' 21"   |

## Hold og ryttere
| DCU Elite Teams (2)- Team Rytger Carl Ras - Nyt Syn by Fialla - U19P Regional- og klubhold (8)- Herning Cykle Klub - Roskilde Cykle Ring - Cycling Club Hillerød - Aalborg Cykle-Ring - Cykleklubben FIX Rødovre - Cykling Odense - Bornholms Cycle Club - Shibden Apex RT |
| |

### Startliste
| Nyt Syn by Fialla - U19P ___  | Nyt Syn by Fialla - U19P ___  | Nyt Syn by Fialla - U19P ___ |
| ----------------------------- | ----------------------------- | ---------------------------- |
| Nr.                           | Rytter                        | Placering                    |
| 200                           | Ida Fialla                    | 1.                           |
| 201                           | Selma Viktoria Wehberg        | DNF                          |
| 202                           | Mille Foldager Nielsen        | DNF                          |
| 203                           | Alma Walther Møller Rasmussen | DNS                          |
| 204                           | Klara Schlüter                | 4.                           |
| Sportsdirektør: Anders Fialla |                               |                              |

| Team Rytger Carl Ras ___         | Team Rytger Carl Ras ___ | Team Rytger Carl Ras ___ |
| -------------------------------- | ------------------------ | ------------------------ |
| Nr.                              | Rytter                   | Placering                |
| 205                              | Mathilde Cramer          | 2.                       |
| 206                              | Kamma Bergholt           | 3.                       |
| Sportsdirektør: Morten Ravnkilde |                          |                          |

| Aalborg Cykle-Ring ___ | Aalborg Cykle-Ring ___           | Aalborg Cykle-Ring ___ |
| ---------------------- | -------------------------------- | ---------------------- |
| Nr.                    | Rytter                           | Placering              |
| 207                    | Nicoline Bjerregaard Vestergaard | DNF                    |

| Shibden Apex RT ___ | Shibden Apex RT ___ | Shibden Apex RT ___ |
| ------------------- | ------------------- | ------------------- |
| Nr.                 | Rytter              | Placering           |
| 208                 | Maia Howell         | DNF                 |

| Roskilde Cykle Ring ___ | Roskilde Cykle Ring ___ | Roskilde Cykle Ring ___ |
| ----------------------- | ----------------------- | ----------------------- |
| Nr.                     | Rytter                  | Placering               |
| 209                     | Sarah Møller Madsen     | 5.                      |

| Herning Cykle Klub ___ | Herning Cykle Klub ___ | Herning Cykle Klub ___ |
| ---------------------- | ---------------------- | ---------------------- |
| Nr.                    | Rytter                 | Placering              |
| 210                    | Lærke Mikkelsen        | DNF                    |
| 211                    | Katrine Frederiksen    | DNF                    |

| Cykling Odense ___ | Cykling Odense ___  | Cykling Odense ___ |
| ------------------ | ------------------- | ------------------ |
| Nr.                | Rytter              | Placering          |
| 212                | Maja Kløcker-Larsen | DNF                |

| Cykleklubben FIX Rødovre ___ | Cykleklubben FIX Rødovre ___ | Cykleklubben FIX Rødovre ___ |
| ---------------------------- | ---------------------------- | ---------------------------- |
| Nr.                          | Rytter                       | Placering                    |
| 213                          | Eya Andreasson               | DNF                          |

| Cykle Klubben Aarhus ___ | Cykle Klubben Aarhus ___ | Cykle Klubben Aarhus ___ |
| ------------------------ | ------------------------ | ------------------------ |
| Nr.                      | Rytter                   | Placering                |
| 214                      | Selma Lif Pilman         | DNF                      |

| Cycling Club Hillerød ___ | Cycling Club Hillerød ___ | Cycling Club Hillerød ___ |
| ------------------------- | ------------------------- | ------------------------- |
| Nr.                       | Rytter                    | Placering                 |
| 215                       | Helene Sommer             | DNS                       |

| Bornholms Cycle Club ___ | Bornholms Cycle Club ___          | Bornholms Cycle Club ___ |
| ------------------------ | --------------------------------- | ------------------------ |
| Nr.                      | Rytter                            | Placering                |
| 216                      | Mathea Lilly Kazanowska Jørgensen | DNS                      |

| Nyt Syn by Fialla - U19P ___  | Nyt Syn by Fialla - U19P ___  | Nyt Syn by Fialla - U19P ___ |
| ----------------------------- | ----------------------------- | ---------------------------- |
| Nr.                           | Rytter                        | Placering                    |
| 200                           | Ida Fialla                    | 1.                           |
| 201                           | Selma Viktoria Wehberg        | DNF                          |
| 202                           | Mille Foldager Nielsen        | DNF                          |
| 203                           | Alma Walther Møller Rasmussen | DNS                          |
| 204                           | Klara Schlüter                | 4.                           |
| Sportsdirektør: Anders Fialla |                               |                              |

| Team Rytger Carl Ras ___         | Team Rytger Carl Ras ___ | Team Rytger Carl Ras ___ |
| -------------------------------- | ------------------------ | ------------------------ |
| Nr.                              | Rytter                   | Placering                |
| 205                              | Mathilde Cramer          | 2.                       |
| 206                              | Kamma Bergholt           | 3.                       |
| Sportsdirektør: Morten Ravnkilde |                          |                          |

| Aalborg Cykle-Ring ___ | Aalborg Cykle-Ring ___           | Aalborg Cykle-Ring ___ |
| ---------------------- | -------------------------------- | ---------------------- |
| Nr.                    | Rytter                           | Placering              |
| 207                    | Nicoline Bjerregaard Vestergaard | DNF                    |

| Shibden Apex RT ___ | Shibden Apex RT ___ | Shibden Apex RT ___ |
| ------------------- | ------------------- | ------------------- |
| Nr.                 | Rytter              | Placering           |
| 208                 | Maia Howell         | DNF                 |

| Roskilde Cykle Ring ___ | Roskilde Cykle Ring ___ | Roskilde Cykle Ring ___ |
| ----------------------- | ----------------------- | ----------------------- |
| Nr.                     | Rytter                  | Placering               |
| 209                     | Sarah Møller Madsen     | 5.                      |

| Herning Cykle Klub ___ | Herning Cykle Klub ___ | Herning Cykle Klub ___ |
| ---------------------- | ---------------------- | ---------------------- |
| Nr.                    | Rytter                 | Placering              |
| 210                    | Lærke Mikkelsen        | DNF                    |
| 211                    | Katrine Frederiksen    | DNF                    |

| Cykling Odense ___ | Cykling Odense ___  | Cykling Odense ___ |
| ------------------ | ------------------- | ------------------ |
| Nr.                | Rytter              | Placering          |
| 212                | Maja Kløcker-Larsen | DNF                |

| Cykleklubben FIX Rødovre ___ | Cykleklubben FIX Rødovre ___ | Cykleklubben FIX Rødovre ___ |
| ---------------------------- | ---------------------------- | ---------------------------- |
| Nr.                          | Rytter                       | Placering                    |
| 213                          | Eya Andreasson               | DNF                          |

| Cykle Klubben Aarhus ___ | Cykle Klubben Aarhus ___ | Cykle Klubben Aarhus ___ |
| ------------------------ | ------------------------ | ------------------------ |
| Nr.                      | Rytter                   | Placering                |
| 214                      | Selma Lif Pilman         | DNF                      |

| Cycling Club Hillerød ___ | Cycling Club Hillerød ___ | Cycling Club Hillerød ___ |
| ------------------------- | ------------------------- | ------------------------- |
| Nr.                       | Rytter                    | Placering                 |
| 215                       | Helene Sommer             | DNS                       |

| Bornholms Cycle Club ___ | Bornholms Cycle Club ___          | Bornholms Cycle Club ___ |
| ------------------------ | --------------------------------- | ------------------------ |
| Nr.                      | Rytter                            | Placering                |
| 216                      | Mathea Lilly Kazanowska Jørgensen | DNS                      |